# Reichssender Wien
Der Reichssender Wien war eine Rundfunkstation in Wien in der Zeit des Nationalsozialismus.
Nach dem Anschluss Österreichs wurde 1938 der Reichssender Wien als Nachfolger der Radio Verkehrs AG gegründet. Er war der deutschen Reichs-Rundfunk-Gesellschaft (RRG) unterstellt.
Die Deutsche Reichspost übernahm am 1. April 1939 die Sendeanlagen der RAVAG. Mit der Verordnung über außerordentliche Rundfunkmaßnahmen galt ab 1. September (Kriegsbeginn) im Großdeutschen Reich ein Abhörverbot für „Feindsender“, bei Verstößen dagegen drohte Gefängnis, in besonderen Fällen bei Nachrichtenverbreitung sogar die Todesstrafe.
Nach dem Beginn der Luftangriffe auf Wien im März 1944 strahlte der Sender stündlich so genannte Luftlage-Meldungen aus. Als Warnsignal für Fliegerangriffe verwendete er den „Kuckucksruf“.
Am 14. Jänner 1945 wurde das Wiener Funkhaus bombardiert. Am 6. April 1945 erfolgte die letzte Sendung des Reichssenders Wien. Eine Woche darauf, während der Schlacht um Wien, wurde der Sender Bisamberg von Soldaten der Wehrmacht gesprengt.